# گمشده در یانکرز
گمشده در یانکرز (انگلیسی: Lost in Yonkers) نمایشنامه‌ای از نیل سایمون است.